# هالستید
هالستید (به انگلیسی: Halstead) شهری در ایالت کانزاس کشور ایالات متحده آمریکا است که جمعیت آن در سرشماری سال ۲۰۱۰ میلادی، ۲٬۰۸۵ نفر بوده‌است.

## نگارخانه

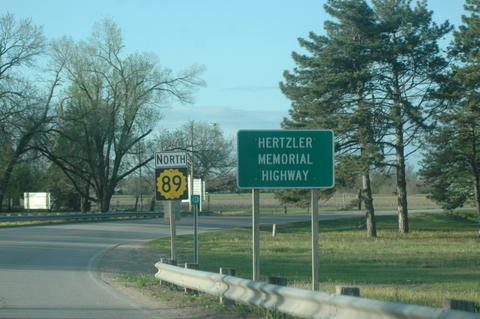
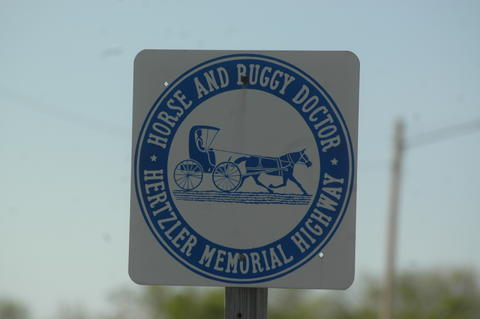